# Atagema alba
Atagema alba (O'Donoghue, 1927) è un mollusco nudibranchio della famiglia Discodorididae.